# Cuenca de Qaidam
La cuenca de Qaidam, también transcrita como Tsaidam (en mongol: Цайдам, marismas saladas o valle ancho; en chino tradicional, 柴達木盆地; en chino simplificado, 柴达木盆地; pinyin, Cháidámù Péndì) es una región desértica del norte de la meseta tibetana, una amplia cuenca o depresión hiperárida. Administrativamente, ocupa una gran parte de la Prefectura autónoma mongol y tibetana de Haixi en la provincia de Qinghai, en el oeste de China. La cuenca cubre un área de aproximadamente 120.000 km², una cuarta parte de ella cubierta por lagos salinos.
La región pertenecía a la antigua provincia tradicional tibetana del Amdo. Su nombre probablemente proviene de tsa'i dam, que significa en mongol y en tibetano, «marisma salada».

## Geografía

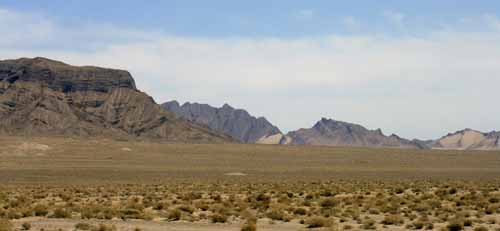
Típico paisaje de estepa desértica en el extremo norte de la cuenca de Qaidam

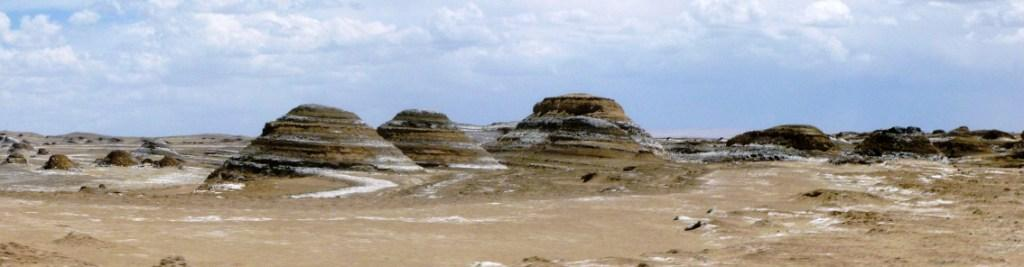
Yardangs en el desierto de Qaidam

La cuenca de Qaidam forma una especie de plataforma en el lado noreste de la meseta tibetana (meseta Qinghai-Tíbet). La meseta tibetana tiene al menos 4.250 m sobre el nivel del mar; Qaidam se encuentra a una altitud entre 2.600 m y 3.300 m; y Gansu, al norte, alrededor de 900 a 1.200 m. Una divisoria de aguas de baja altitud separa la cuenca de Qaidam de la cuenca del lago Qinghai, localizada al este.
Orográficamente, la cuenca de Qaidam es una de las áreas relativamente bajas de la parte noreste de la meseta tibetana. Qaidam es una cuenca intermontana, es decir, que está rodeada por todos sus lados por montañas, algunas de las cuales llegan a los 6.000 m: en el sur, la cordillera Kunlun la separa de la sección central de la meseta tibetana, más alta; en el norte, una serie de pequeñas crestas (Shulenanshan, etc.) separan la cuenca de otra meseta más alta, más conocida por sus acantilados septentrionales, las montañas Qilian; en el noroeste, las montañas Altyn-Tagh (o Altun) y las Nan Shan separan la cuenca de Qaidam del desierto de Kumtag, localizado en el sureste de Sinkiang; y en el este, se extiende hasta las cercanías del lago Kokonor. De este a oeste, mide unos 850 km y, de norte a sur, unos 300 km.
Alrededor de unos 35.000 km², casi un tercio de la cuenca, son un desierto, que es conocido en chino como Chaidamu Pendi Shamo (柴达木盆地沙漠), es decir, desierto de la Cuenca de Qaidam. El lago más grande de la cuenca Qaidam es el Dabsan Hu, localizado al norte de la ciudad de Golmud. La cuantía de sal de los lagos de la cuenca Qaidam es tal que se forma una costra gruesa sobre la superficie, asegurándose de que los lagos no suelen ser percibidos como tales. La sal en los lagos, en especialmente al norte de la ciudad de Golmud, son objeto de una explotación industrial a gran escala.
Las principales ciudades son Golmud (205.700 hab.), Delingha (100.000 hab.) y Da Qaidam.

## Clima
Debido a su altitud y a la gran distancia al mar, la cuenca Qaidam tiene un clima continental. Los inviernos son largos y muy fríos y las tormentas de arena son numerosas en la primavera. Las cadenas montañosas impiden la llegada de lluvias, y ciertas partes de la cuenca se encuentran entre las regiones más secas de China. La temperatura media en Golmud es de 4,9 °C y la precipitación anual es de 40 mm.

## Historia
Una sección alternativa de la rama sur de la Ruta de la Seda atraviesa la cuenca Qaidam.· Recientes excavaciones arqueológicas sugieren que esta vía, de más de 1500 años, habría sido más próspera que la seguida por el corredor de Gansu.

## Población
El desarrollo de actividades, principalmente relacionadas con los recursos minerales en la región, condujo a un aumento significativo de la población, que pasó de 10 000 habitantes a 270 000 habitantes entre 1946 y 1986 .
Los pueblos nómadas que viven en la cuenca están compuestos por tibetanos y mongoles. En las regiones más desoladas, de clima particularmente árido, solo los nómadas mongoles están presentes, debido a que sus animales (camellos, caballos, ovejas de cola grasa) soportan bien las difíciles condiciones, en contraste con los yaks y ovejas de los nómadas tibetanos.
En 1999, el Banco Mundial había propuesto un proyecto para reubicar a cerca de 60 000 campesinos chinos alrededor del oasis de Xiangride (distrito Dulan) proyecto que fue abandonado debido a que tenía «el riesgo de destruir la cultura budista propia de esta parte occidental de China».· Los tibetanos creen que China quiere resolver sus problemas de energía a expensas de los recursos de petróleo y gas del Tíbet, acelerando el traslado de colonos chinos en detrimento del frágil ecosistema y del patrimonio cultural del Tíbet.

## Economía: minerales y minería

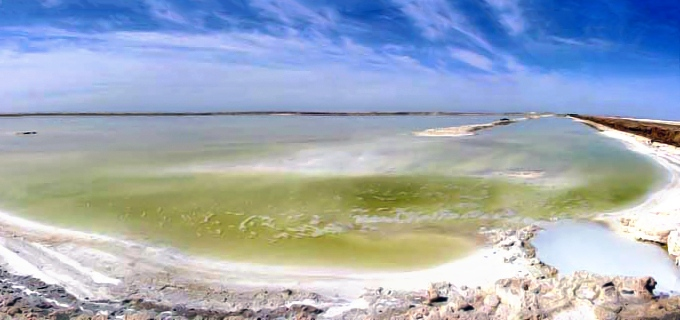
Gran lago salado en la cuenca de Qaidam

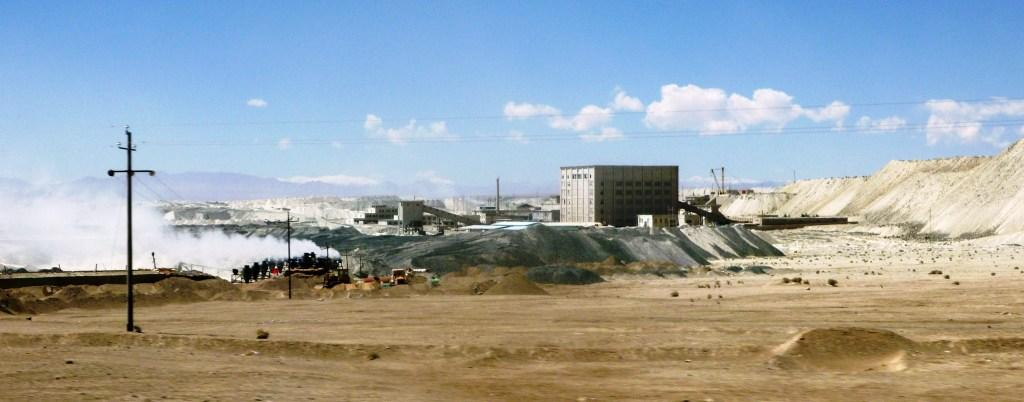
Mina en el desierto de Qaidam

Debido a sus abundantes recursos minerales, la cuenca de Qaidam se conoce como la «cuenca de los tesoros». Entre sus muchos recursos minerales, destacan especialmente petróleo, gas natural, carbón, cloruro de sodio, potasio, magnesio, plomo, zinc y oro, así como grandes reservas de asbesto, de bórax y yeso.
Qaidam tiene las mayores reservas de litio, magnesio, potasio y sodio de toda China. El lago Qarhan tiene sesenta mil millones de toneladas de sal. Fueron descubiertos 22 campos de petróleo, con unas reservas estimadas de 225 millones de toneladas, y seis campos de gas, que tienen 150 millones de metros cúbicos de gas.

## Instalaciones militares
Se piensa que varias bases de misiles nucleares estratégicos DF-4 se habrían podido instalar desde el año 1980 cerca de Delingha y de Da Qaidam.···